# Риони (Цхалтубский муниципалитет)
Грузия
Риони (груз. რიონი) — село в Цхалтубском муниципалитете Грузии.
Расположено на левом берегу реки Риони, на высоте 250 метров над уровнем моря, в 30 км от муниципального центра Цхалтубо.
Административный центр, включает села: Зарати, Кудоти, Мечхери, Нога, Сормони, Чолеви.

## История
К 1926 году община Риони состояла из шести деревень с населением 3597 человек на площади 68,8 км².
По переписи 2014 года в селе проживало 1160 человек, в 2002 году — 1664 человека.
Колхоз
В советское время в селе действовал колхоз села Риони Цхалтубского района. В этом колхозе трудилась Анета Севериановна Хурцидзе, единственный Герой Социалистического Труда в Цхалтубском районе.

## Промышленность
Гуматская ГЭС-1 на реке Риони.

## Известные жители и уроженцы
- Сергей Месхи (1845—1883)[2], грузинский литератор и общественный деятель.
- Бидзина Дангадзе (1951—2007) — грузинский учёный-геолог и политик.